# رابین لنک
رابین لنک (انگلیسی: Robin Lenk؛ زادهٔ ۲۷ مارس ۱۹۸۴) بازیکن فوتبال اهل آلمان است.
از باشگاه‌هایی که در آن بازی کرده‌است می‌توان به باشگاه فوتبال کایزرسلاوترن و باشگاه فوتبال کمنیتس اشاره کرد.